# Quinto Valerio Sorano
Quinto Valerio Sorano (in latino Quintus Valerius Soranus; Sora, 140-130 a.C. circa – Roma, 82 a.C.) è stato un politico romano.
Originario di Sora, poeta e grammatico latino e tribuno della plebe durante la Repubblica romana, è soprattutto noto per essere stato giustiziato da Gneo Pompeo per ordine del dittatore Lucio Cornelio Silla, ufficialmente per aver pubblicamente rivelato il nome segreto della città di Roma, che avrebbe potuto essere utilizzato nel rituale di evocatio da parte dei nemici, ma probabilmente anche per ragioni politiche, dato che era legato alla fazione di Caio Mario.